# Süßwasser-Umberfisch
Der Süßwasser-Umberfisch (Plagioscion squamosissimus) lebt im Amazonas und seinen Nebenflüssen und kommt bis ins Brackwasser des Amazonasdeltas vor.

## Systematik
In die Gattung Plagioscion Gill 1861 („undeutlicher, d. h. huschender Schatten“) wurden ca. 15 Arten beschrieben. Laut der Revision von Casatti (2005) sind nur fünf Arten gerechtfertigt, von denen drei Gattungen Plagioscion, Pachyeops und Pachyrus in Südamerika vorkommen. Sie leben in den Strömen des subtropischen und tropischen Südamerika; einige dringen gelegentlich ins Meer vor.
Der Fisch wird im Englischen Silver Croaker oder Drum Fish genannt, Corvina-de-água-doce in Brasilien, span. Corvina de Río oder Curbinata und Acoupa Tamoné in Guayana. Bei den quechua- bzw. kichwasprachigen Ethnien Nordperus heißt er rumi challwa („Steinfisch“). Der Name wird damit erklärt, dass der Fisch anstelle des Gehirns zwei mandelgroße Steine in seinem Kopf haben soll. Tatsächlich werden die Otolithen („Ohrsteine“) bei Umberfischen einschließlich Plagioscion squamosissimus auf Grund ihrer Größe unter anderem zur Artbestimmung, aber auch zur Bestimmung der Körpergröße bei Erreichung der Geschlechtsreife verwendet.

## Verbreitung
Plagioscion squamosissimus kommt in großen Flüssen in Argentinien, Brasilien, Bolivien, Kolumbien, Ecuador, Französisch-Guayana, Peru, Surinam und Venezuela vor.
In das Flusssystem des Rio Tietê im Bundesstaat São Paulo wurde er eingeführt.

## Merkmale
Der Süßwasser-Umberfisch besitzt sehr viele kleine Schuppen, die ihm ein silbriges Aussehen verleihen. Er wird bis zu 80 cm lang und 5 kg schwer. 
Die Schwanzflosse ist deltoidisch oder tropfenförmig (Hinweis auf amiiformes Schwimmen). An der Brustflossenbasis befindet sich ein schwarzer Augenfleck. Flossenformel: D1 XI, D2 I/30-34, A II/6 (also sehr kurz).

## Lebensweise
Die Fische leben unter verschiedenen ökologischen Bedingungen, z. B. auch in Schwarzwasser (schlechtes Wachstum); bei Wassertemperaturen von 22 bis 27 °C. Sein Habitat erstreckt sich vom reinen Süßwasser bis in das Brackwasser an der Mündung des Amazonas in den Atlantik, an das sein Lebenszyklus angepasst ist.
Süßwasser-Umberfische zeigen komplexe Wandermuster, die noch wenig erforscht sind. Bei Niedrigwasser findet man größere Schwärme im Hauptstrom der Flüsse oder in isolierten Seen der vormals überschwemmten Wälder. Bei Hochwasser dringen die Kleinfisch jagenden Schwärme in die Überschwemmungsauen ein.
Einige Autoren berichten, dass der Süßwasser-Umberfisch im Weißwasser höhere Gewichte als im sauren Schwarzwasser erreicht. Am bolivianischen Rio Marmoré wurde beispielsweise beobachtet, dass die Verbreitung des Süßwasser-Umberfisch auf sein Vorkommen im Weißwasser der Flüsse mit Quelle in den Anden und in den Überschwemmungsseen der Galeriewälder beschränkt ist. Das Ablaichen erfolgt in den Monaten September bis Dezember (Ende der Trockenperiode und Beginn des Hochwassers) im Freiwasser der Galeriewälder. Seine Ansprüche an das Wasser ist weniger die chemische Zusammensetzung, als vielmehr der Sauerstoffgehalt, die Tiefe und die Beschaffenheit des Wasserkörpers. Die Verbreitung des Süßwasser-Umberfisch ist an eine enge ökologische Nische gebunden, die in dieser Form von keiner anderen Fischart besetzt wird.
Jungfische fressen Insektenlarven, Copepoden, Garnelen (speziell Macrobrachium) usw., größere zunehmend Fische. Der Trommler lebt gesellig in kleinen bis mittelgroßen Schwärmen und überwiegend tagaktiv.

## Nutzung
Der Süßwasser-Umberfisch ist wegen seines festen weißen Fleisches ein lokal wichtiger Speise- und Angelfisch und wird in Aquakulturen und Teichwirtschaften auch „künstlich“ vermehrt. Die Fischer in Amazonien fangen den Süßwasser-Umberfisch hauptsächlich bei Niedrigwasser in der Nähe von Flussmündungen, sobald sie die richtige Tiefe der Schwärme geortet haben.
Im Itaipú-Stausee am Rio Paraná gehört er zu den bedeutenden Wirtschaftsfischen, dessen Vermehrung durch den Staudammbau gefährdet wurde.

## Lauterzeugung
Wie bei den Meeres-Umberfischen erzeugen die Männchen auch dieser Art Laute. Das Trommeln, Quaken, Schnarren oder Grunzen der männlichen Tiere kommt durch Vibration der Schwimmblase, verursacht durch differenzierte Teile der Rumpfmuskulatur, zustande. Es wird vermutet, dass die Laute Weibchen anlocken und Rivalen vertreiben, da sie meist in der Laichzeit zu hören sind.